# لورنزو آریادو
لورنزو آریادو (ایتالیایی: Lorenzo Ariaudo؛ زادهٔ ۱۱ ژوئن ۱۹۸۹) بازیکن فوتبال اهل ایتالیا است.

## باشگاهی
از باشگاه‌هایی که در آن بازی کرده‌است می‌توان به باشگاه فوتبال یوونتوس، باشگاه فوتبال ساسولو، باشگاه فوتبال کالیاری، باشگاه فوتبال امپولی، و باشگاه فوتبال جنوآ اشاره کرد.

## تیم ملی
وی همچنین در تیم ملی فوتبال زیر ۲۱ سال ایتالیا بازی کرده‌است.